# 닷지 라인

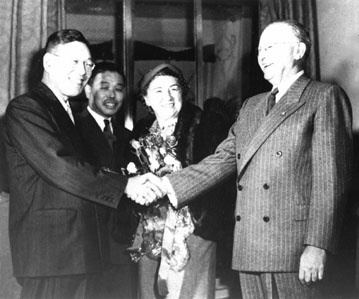
조셉 닷지(오른쪽)와 악수하는 대장상 이케다 하야토(왼쪽).

닷지 라인(ドッジ・ライン, 영어: Dodge Line)은 연합군 점령하 일본의 경제적 자립과 안정을 위해 실시된 재정·금융 긴축 정책이다. 연합군 최고사령부(GHQ) 경제 고문이 된 미국 디트로이트 은행장 조셉 닷지가 추진했기에 붙은 이름이다. 닷지 플랜이라고도 한다.
제2차 세계 대전에서 패배한 일본은 GHQ의 통치를 받게 되었다. 당초 GHQ는 일본의 민주화와 탈군사화를 추진했지만 미국과 소련 사이의 냉전이 심화하면서 GHQ의 정책이 일본을 반공을 위한 기지로 삼는 것으로 바뀌었다. 이를 위해 일본의 경제가 부흥할 필요가 있었기에 훗날 닷지 라인으로 불리게 될 경제 합리화 정책을 계획하게 되었다.
닷지는 1949년 3월 7일 내외신 기자들 앞에서 "일본의 경제는 두 발이 땅에 닿지 못한 채 죽마에 올라타 있는 형국이다. 죽마의 한 쪽 다리는 미국의 원조고 다른 한 쪽은 일본 정부의 보조금이다. 죽마의 다리가 너무 높으면 굴러서 두개골이 깨질 위험이 있다."라고 말했다. 이후 당시 일본 경제는 닷지의 비유에 빗대 죽마 경제라 불리게 되었다.
닷지는 고전적인 경제적 자유주의자로 죽마 발언에서도 엿볼 수 있듯 인플레이션 통제를 싫어했다. 하지만 GHQ 내에는 다수의 뉴딜주의자들이 포진하고 있어 인플레이션 통제를 지지했는데 이를 보아 GHQ와 닷지의 관계가 마냥 가깝지는 않았던 것으로 보인다.

## 주요 내용
우선 일반회계뿐 아니라 특별회계, 정부 관계 기관 감정을 포함한 총예산의 균형 예산을 꾀했다. 이를 통해 종합수지가 적자에서 흑자로 전환될 수 있었다. 또한 모든 보조금을 폐지했다. 무역관리특별회계 등에 포함된 사실상의 보조금을 가시화하고 가격 차이 보조금 등은 모조리 없애 재정 건전화에 기여하도록 했다.
부흥금융채권의 발행과 신규 대출도 정지했다. 이는 통화 공급을 억제해 추가적인 인플레이션이 일어나지 않도록 하기 위함이었다. 또한 1 달러에 160~600 엔이던 복수환율을 고쳐 1 달러를 360 엔으로 하는 고정 환율제를 도입하여 시장 경제에 기반한 일본 경제의 국제 시장 복귀를 가능하게 했다. 그리고 물자 통제와 가격 통제를 서서히 폐지하여 자유 경쟁을 촉진하고 시장 경제 기능을 개선토록 했다.

## 영향
닷지 라인 덕에 전후 인플레이션을 수습하고 시장 경제 기능이 회복됐으며 고정 환율제를 바탕으로 일본 경제가 국제 시장에 복귀할 수 있었다. 하지만 역기능도 있어 디플레이션이 발생하고 실업과 도산이 줄을 이었다. 이를 닷지 불황이라고 부른다. 1950년 7월 6일 도쿄 증권거래소의 수정평균주가(지금의 닛케이 평균주가)가 85.25엔을 기록했는데 이는 역사상 최저 수치였다.
금융 긴축의 여파로 기업은 대규모 구조조정을 이어갔고 일본국유철도와 일본전매공사와 같은 공기업도 예외는 아니었다. 국철노동조합을 중심으로 한 노동조합의 반발도 거셌다. 60만 노조원을 거느린 국철노동조합은 10만 명이 해고될 예정이었기에 닷지 라인의 성공 여부는 여기에 달려있다는 얘기가 자주 나왔다. 1949년 7~8월 연달아 일어난 일본국유철도 3대 미제 사건은 국철 인원 감축이 원인이라는 소문이 도는 등 사회가 불안정했으나 결국 노조원 10만 명이 해고되었다.
이 불황은 1950년 한반도에서 6.25 전쟁이 일어나면서 반전되었고 일본 경제는 조선 특수를 누리며 경제 부흥의 발판을 마련하게 된다.